# Olympus OM-D E-M10 Mark III
Olympus OM-D E-M10 Mark III — беззеркальная камера системы Микро 4:3 компании Olympus. Является третьей версией камеры Olympus OM-D E-M10. Анонсирована 31 августа 2017 г.

## Основные изменения по сравнению с второй моделью
- Обновленный процессор TruePic VIII
- Улучшена скорость автофокуса, количество зон автофокуса увеличено до 121
- Запись видео до 4K 3840×2160@30p
- Увеличилось быстродействие при серийной съемке  до 4.8 кадров в секунду с включенным автофокусом и до 8.6 кадров в секунду без автофокуса
- Значительно переделанный и улучшенный интерфейс
- Увеличено разрешение до HD 1280×720 в режиме видео "120 кадров в секунду"
- Улучшение качества изображений (уменьшение шумов) при высоких ISO (только для JPEG)

### Прочие изменения по сравнению с второй моделью
- Отсутствует поддержка кнопок L-FN на объективах
- Отсутствует поддержка электронного затвора в режиме Таймлапса
- Отсутствует возможность использовать электронный затвор в режимах PASM
- Отсутствует возможность удаленного управления вспышками (возвращено в версии прошивки 1.1)
- Отсутствует возможность установки дополнительной рукоятки для удобного хвата

## Версии прошивок
Для обновления прошивки необходимо программное обеспечение «Агент обновления цифровых камер» (Olympus Digital Camera Updater). Откат к предыдущим версиям прошивки невозможен.
| Дата выхода | Версия | Исправления |
| ----------- | ------ | --- |
| 2019-03-07  | 1.2    | - Повышена стабильность работы при использовании карты памяти SD (UHS-II). - Повышена стабильность работы при съемке в режиме LIVE TIME. Внимание! Обновление прошивки до данной версии приведет к сбросу всех настроек камеры.                                                        |
| 2018-05-10  | 1.1    | - Устранена проблема, при которой функция автофокуса (AF) работала неправильно при использовании сменных объективов H-ES200 и H-ES50200 производства компании Panasonic. - Добавлен режим «ДУ». Внимание! Обновление прошивки до данной версии приведет к сбросу всех настроек камеры. |